# Смядово
Смя̀дово е град в Североизточна България. Той се намира в югоизточната част на Област Шумен. Градът е административен център на община Смядово.

## География
Град Смядово е разположен в полите на северните склонове на Източна Стара планина в Лудогорско-Добруджанска физико-географска област на Дунавската равнина. Отстои на 28 км южно от областния център Шумен и на 25 км югоизточно от град Велики Преслав. В края на североизточния квартал на града преминава 26-а жп линия Шумен – Комунари, на която Смядово е основната междинна гара. До нея преминава и главен път 73 от Шумен в посока юг, като навлиза в Ришки проход и е пряка връзка с Южна България през Ришкия проход. През Смядово преминава четвъртокласен път 7302, който е пряка връзка с град Велики Преслав през селата Златар и Драгоево. Градът е свързан с Дългопол по шосе през селата Кълново, Янково и Комунари. На около 3 километра североизточно от Смядово преминава река Голяма Камчия, като в близост до нейните брегове са разположени няколко от селищата на общината.

## История

### Древност
При извършени археологически разкопки на Неделчо Попов през 1974 – 1991 г. са открити артефакти доказващи наличието на живот в района от средата на 5 хил. пр.н.е. Известна е селищната могила наречена с името Назлъмова могила или Дядо Златева могила, населявана през късния халколит. Тя е с диаметър 70 на 90 м и височина 7 м, разположена на 2,5 км западно от града в местност Голям Юрдан, на брега на Смядовска река. В нея се разграничават седем пласта от седем последователно съществуващи селища. Тук са намерени и много оръдия на труда като ножове, върхове на копия, брадви, мотики и много глинени съдове с разнообразна големина и украса. На 150 м северозападно от нея, в местността Горломова курия, през 2005 – 2008 г. на Стефан Чохаджиев разкрива некропол. В него са проучени 34 гроба – 28 от късния халколит и 6 от бронзовата епоха.

### Османски период
Легендата за основаването на днешния град Смядово се свързва с българка на име Смеда.
В града е регистрирано и заселване на бежанско население от село Медвен, Котленско.
В османски данъчни регистри на немюсюлманското население от казата Шумну, вилает Силистра, от 1620 – 1621 година е отбелязано село Смядава с 251 джизие ханета (домакинства) Според Евлия Челеби през 1667 година Смедовак е чисто българско, невернишко село.

### След Освобождението
През 1969 година с Указ на Президиума на Народното събрание Смядово е обявено за град, а от 1979 година е общински център.

## Население
Численост на населението според преброяванията през годините:
| \| Година на преброяване \| Численост \| \| --------------------- \| --------- \| \| 1934 \| 5733 \| \| 1946 \| 6044 \| \| 1956 \| 5916 \| \| 1965 \| 5342 \| \| 1975 \| 5013 \| \| 1985 \| 5303 \| \| 1992 \| 5043 \| \| 2001 \| 4430 \| \| 2011 \| 3846 \| \| 2021 \| 3459 \| |           |
| Година на преброяване | Численост |
| 1934 | 5733      |
| 1946 | 6044      |
| 1956 | 5916      |
| 1965 | 5342      |
| 1975 | 5013      |
| 1985 | 5303      |
| 1992 | 5043      |
| 2001 | 4430      |
| 2011 | 3846      |
| 2021 | 3459      |

### Етнически състав

#### Преброяване на населението през 2011 г.
Численост и дял на етническите групи според преброяването на населението през 2011 г.:
|                     | Численост | Дял (в %) |
| Общо                | 3 846     | 100,00    |
| Българи             | 2 724     | 70,82     |
| Турци               | 347       | 9,02      |
| Цигани              | 210       | 5,46      |
| Други               | 41        | 1,06      |
| Не се самоопределят | 25        | 0,65      |
| Неотговорили        | 499       | 12,97     |

Към 15 юни 2025 г. в Смядово живеят 3981 души по настоящ адрес.

## Религии
В града се намира православният храм „Свети Архангел Михаил“.
- Църковният комплекс
- Камбанарията
- Входът на църквата
- Надписът над входа

## Инфраструктура
- Общинска администрация
- Железопътна гара
- Районно полицейско управление
- Противопожарна служба
- Ресторанти „Миндала“ и „Бест бар и грил“
- Къщи за гости „Жасмин“  и „Нове Консулт“
- Бензиностанции „Бенита“ и „Кастрол“
- Банка ДСК
- Поща
- Средно училище „Св. св. Кирил и Методий“
- Художествена галерия „Стойчо Преснаков“
- Православен храм „Свети Архангел Михаил“
- Стадион.

## Забележителности
Археологическите находки в околностите на Смядово говорят за непрекъснат живот в продължение на хилядолетия. Проучванията, които са извършени на праисторическата могила в местността „Голям Йордан“, разкриват културата на човека от 3500 – 3100 г. пр. н.е. Десетте могилни некропола, намиращи се в Смядово, се свързват с живота на траките от V – IV в. пр.н.е. Гръко-римската култура се потвърждава от намерените монети.
През 2000 година е открита Тракийска гробница, датираща от IV век пр. н.е. Тя е изключително красива и с ефектна фасада и е единствената известна гробница в България от този период, на която има надпис. В Община Смядово интерес представляват селищните могили и крепости, разположени в Смядово и селата Кълново, Янково, Веселиново, Бял бряг, Желъд, Черни връх и Риш.
С цел да се увековечи паметта на загиналите войници по време на войните през 1912 – 1918 година, в центъра на Смядово е построен мост-паметник.
- Мостът-паметник в центъра на Смядово
- Паметна плоча
- Паметна плоча
- Паметна плоча

През май 2015 година е открита Художествената галерия „Стойчо Преснаков“.

## Редовни събития
Ежегоден градски събор в предпоследната неделя на ноември и традиционен панаир в последната неделя на август.

## Личности
Родени в Смядово са:
- Йордан Овчаров (1912 – 1944), български революционер
- Александрина Милчева (р. 1934), оперна певица
- Филю Чакъров (р. 1943), български политик от БКП
- Галена (р. 1985), попфолк и фолклорна певица
- Доника (р. 1997), попфолк певица

## Други
На герба на община Смядово е изобразен стилизиран образ на прасе от породата Източно балканска свиня.

### Кухня
През XX век градът става известен с производството на Смядовска луканка.

### Спорт
Футболният отбор на Смядово е „Юнак“, който през 2006 г. се отказва от В група. През последните години той захранва състава на ФК „Шумен“ с млади футболисти и на практика се е превърнал в сателитен отбор на шуменци. Отборът се състезава в окръжната група.